# Pietro Giannone (historiker)

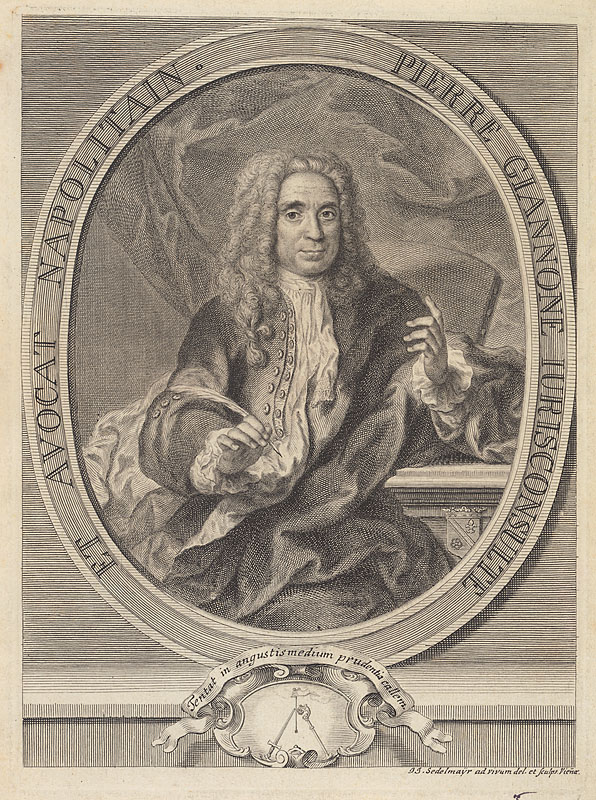
Pietro Giannone.

Pietro Giannone, född den 7 maj 1676, död den 17 mars 1748, var en italiensk jurist, historiker och filosof.

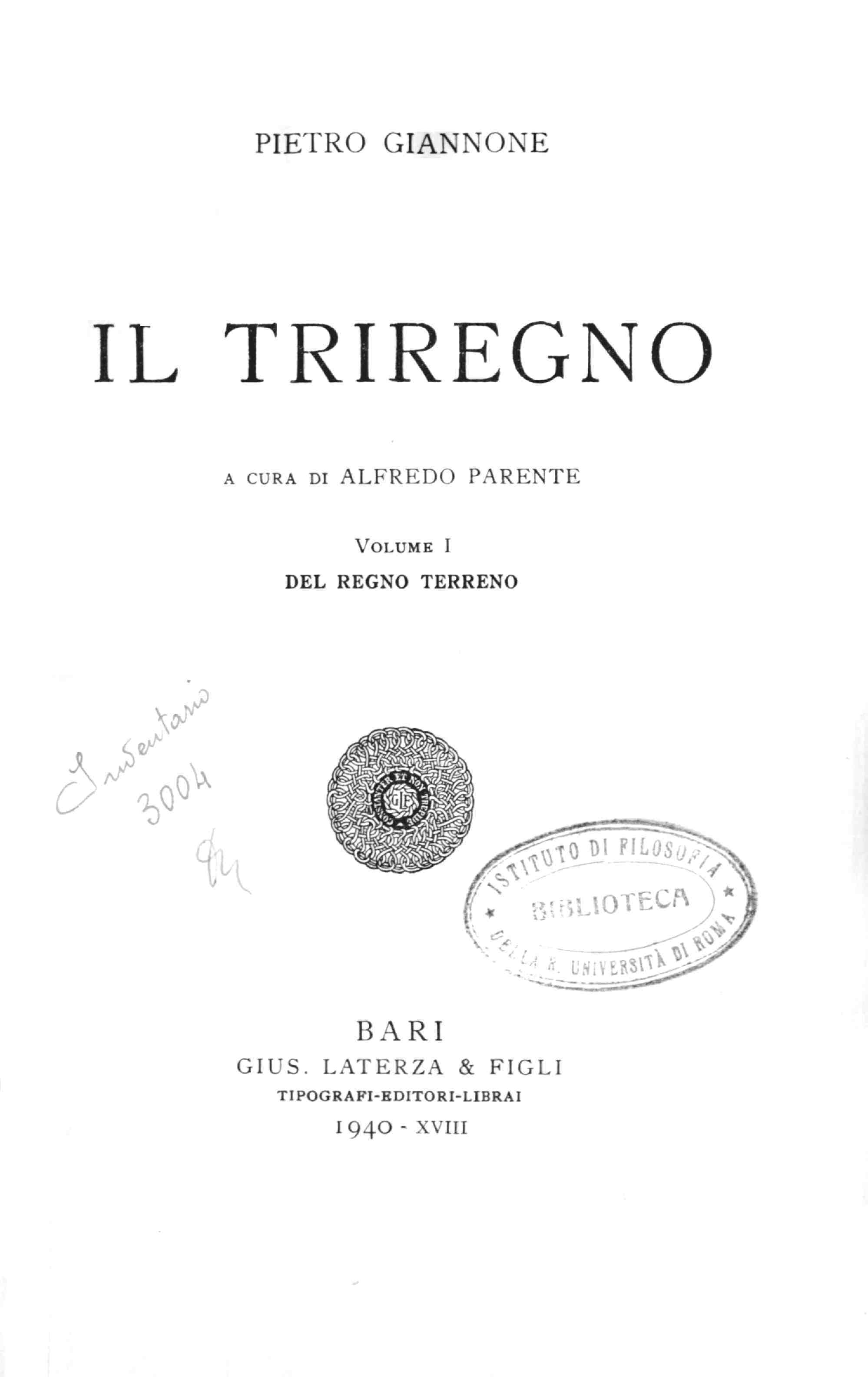
Il Triregno. Del regno terreno, Laterza, 1940

Giannone ingrep i striden om gränserna för den kyrkliga domsrätten, där han tog parti för monarkin mot påvedömet. Hans Storia civile del regno di Napoli från romartiden fram till hans egen tid, utgavs utan romersk-katolska kyrkans tillstånd och fick för honom samma påföljd som bannlysning, och han flydde till Wien för elva år. Återkommen till Italien dog han efter tolv års fängelse i Turin. Giannone uppfattade historien inte som en skildring av yttre fakta, utan som en rekonstruktion av samhälleliga och kyrkliga institutioners öde och även kampen mellan kanoniska och borgerliga lagar. Han uppvisade de fortskridande usurpationer, varigenom biskops- och senare påvedömet förstört kyrkans ursprungligen demokratiska författning och därigenom tillfört denna en otillbörlig världslig makt. I Triregno, utgiven postumt visade han ännu mer radikala tendenser, där han hävdade nödvändigheten av att "förstöra himmelriket" och bekämpade odödlighetsdogmen.